# Didier Migaud
Didier Migaud (ur. 6 czerwca 1952 w Saint-Symphorien) – francuski polityk, prawnik, urzędnik państwowy i samorządowiec, deputowany, w latach 2010–2020 prezes Trybunału Obrachunkowego, w 2024 minister sprawiedliwości.

## Życiorys
Urodził się w miejscowości Saint-Symphorien, włączonej później w skład miasta Tours. Absolwent IEP de Lyon, uzyskał również licencjat z prawa. Kształcił się następnie na studiach specjalistycznych (DESS) w zakresie prawa publicznego i nauk politycznych. Pracował jako wykładowca w macierzystym instytucie w Lyonie, a także jako urzędnik administracji w departamencie Isère. Działał w Partii Socjalistycznej. W latach 1985–1986 był doradcą przewodniczącego niższej izby francuskiego parlamentu. Pełnił szereg funkcji w administracji samorządowej. Był radnym regionu Rodan-Alpy (1986–1988), radnym miejskim w Seyssins (1989–1995) i burmistrzem tej miejscowości (1995–2010), radnym departamentu Isère (1988–2001) oraz przewodniczącym zrzeszenia gmin obszaru metropolitalnego Grenoble (1995–2010). W latach 1988–2010 sprawował mandat posła do Zgromadzenia Narodowego IX, X, XI, XII i XIII kadencji, od 2007 przewodniczył w nim komisji finansów i gospodarki.
W lutym 2010 powołany na prezesa Trybunału Obrachunkowego. Zarządzał nim do stycznia 2020, kiedy to mianowano go przewodniczącym Wysokiej Władzy do spraw Przejrzystości Życia Publicznego (HATVP). We wrześniu 2024 dołączył do rządu Michela Barniera, obejmując w nim stanowisko ministra sprawiedliwości i strażnika pieczęci. Zakończył urzędowanie wraz z całym gabinetem w grudniu tego samego roku.

## Odznaczenia
- Komandor Legii Honorowej (2010)[5]